# Lenkoran Coast
Lenkoran Coast är en slätt i Azerbajdzjan.   Den ligger i distriktet Lənkəran Rayonu, i den sydöstra delen av landet, 200 km sydväst om huvudstaden Baku.
Trakten runt Lenkoran Coast består till största delen av jordbruksmark.